# U-Bahnhof Ostentor
Der U-Bahnhof Ostentor ist ein U-Bahnhof der Stadtbahn Dortmund. Er wurde im Frühjahr 2008 mit Inbetriebnahme der dritten Stammstrecke eröffnet.

## Lage
Der U-Bahnhof befindet sich östlich der Innenstadt im Kaiserviertel, unterhalb der Mündung der Saarbrücker Straße in die Hamburger Straße.
Der Bahnhof verfügt über einen Mittelbahnsteig, der über zwei Ausgänge zur Hamburger und zur Weißenburger Straße verfügt. Durch eine Aufzugsanlage und Rolltreppen ist die Station barrierefrei erreichbar. 

## Linie
Planmäßig wird der Bahnhof nur von der Stadtbahn Linie U43 bedient. Ein direkter Umstieg zu anderen öffentlichen Verkehrsmitteln ist nicht möglich.
| Linie | Linienverlauf | Takt                                                       |
| ----- | --- | ---------------------------------------------------------- |
| U 43  | DO-Dorstfeld Betriebshof1 – Wittener Straße – Ottostraße – Ofenstraße – Heinrichstraße – U Unionstraße – U Westentor2 – U Kampstraße – U Reinoldikirche – U Ostentor – Lippestraße – Funkenburg – Von-der-Tann-Straße – Berliner Straße – Am Zehnthof – Juchostraße – Rüschebrinkstraße – Pothecke – Knappschaftskrankenhaus – Oberdorfstraße – Brackel Kirche – Brackel Verwaltungsstelle – In den Börten3 – Döringhoff – Businkstraße – Asseln, Aplerbecker Straße – Am Hagedorn – Ruckebierstraße – Zugstraße – Eichwaldstraße – Bockumweg4 – Wickede Post5 – Dollersweg – DO-Wickede 6 Diese Linie verkehrt auf der Stammstrecke III | 10 min (1–2, 3–4) 3/7 bzw. 4/6 min (2–3) 20 min (4–5, 4–6) |